# 香山路 (上海)
香山路是中国上海市黄浦区的一条街道。东西走向，东到复兴公园，西至瑞金二路，长328米，宽12米。
香山路原名莫利爱路（Rue Moliere），由1914年法租界公董局修筑，以法国戏剧家莫里哀命名。1943年汪精卫政权接收上海法租界时改名香山路。

## 歷史住宅
- 7号 上海孙中山故居
- 6号 奧古斯丁會寓所（Residence of Augustinian）

## 交会道路（东向西）
- 复兴公园
- 思南路
- 瑞金二路